# Rolf Harlinghausen
Rolf Harlinghausen  (* 25. Juni 1940 in Hamburg) ist ein deutscher Politiker der CDU und ehemaliges Mitglied der Hamburgischen Bürgerschaft.

## Leben
Nach dem Abitur machte Rolf Harlinghausen eine Verwaltungsausbildung. Er studierte Erziehungswissenschaften an der Universität Hamburg und den USA. 1966 wurde er in den Schuldienst aufgenommen. Er war vor dem Ruhestand bis zum 31. Juli 2004 Lehrer an der Heinrich-Hertz-Schule in Hamburg, in der er selber Abitur gemacht hatte. Er pflegt eine besondere Leidenschaft für Skandinavien und spricht gutes Schwedisch.
Er ist verheiratet und hat ein Kind.

## Politik
Er ist seit 1984 Mitglied in der CDU. Von 1993 bis 2011 war er Mitglied der Hamburgischen Bürgerschaft. Dort saß er für seine Fraktion im Europaausschuss, Rechtsausschuss und Sportausschuss. Er war Fachsprecher für Europapolitik, Städtepartnerschaften und internationale Angelegenheiten.
Er ist seit 2004 für Hamburg Mitglied im Ausschuss der Regionen bei der Europäischen Union.